# Pepe Bienvenida
José Mejías Jiménez, más conocido como Pepe o Pepote Bienvenida (Madrid; 7 de enero de 1914 – Lima (Perú); 3 de marzo de 1968), fue un torero español perteneciente a la dinastía torera de los Bienvenida. Fue el segundo hijo del matrimonio formado por Manuel Mejías Rapela, el legendario Papa Negro, y Carmen Jiménez Álvarez.
Sus cinco hermanos varones –Manolo, Rafael, Antonio, Ángel Luis y Juanito–, todos fueron toreros. Su hermana, Carmen Pilar, es actualmente la única superviviente directa de Manuel Mejías Rapela. Estuvo casado con la actriz Pastora Peña.

## Novillero
En 1928 torea con regularidad como novillero y hace su presentación en Madrid el 8 de septiembre. En 1931 torea once novilladas. Estimando aquel año su padre, que estaba maduro para tomar la alternativa, acuerda tomarla en Madrid, su ciudad natal.

## Torero
Tomó la alternativa en Madrid, el día 4 de julio de 1931, cediéndole Nicanor Villalta, el toro Majoleto de doña María Montalvo, figurando como testigo su hermano Manolo Bienvenida.
Estuvo en activo durante veintiséis años. La última vez que se vistió de luces fue el 3 de octubre de 1957, en Úbeda, alternando con sus hermanos Antonio Bienvenida y Juan, en la lidia de toros de Julio Morales Hermanos.

## Características
Fue un excelente torero con todas las características de los de su casta. Fue alegre, largo, e instintivamente conocedor de los toros, formidable banderillero, seguro y espectacular. Toreaba admirablemente de muleta y sabía lo que era dominar al toro. Si tales condiciones las hubiera ejercitado con constancia, hubiera llegado a la cumbre.
Pero la apatía y la desgana cortó muchas veces sus triunfos.